# (34113) 2000 PL25
2000 PL25 (asteroide 34113) é um asteroide da cintura principal. Possui uma excentricidade de 0.05266750 e uma inclinação de 6.19717º.
Este asteroide foi descoberto no dia 3 de agosto de 2000 por Spacewatch em Kitt Peak.